# Лаховче
Лаховче (словен. Lahovče) — поселення в общині Церклє-на-Горенськем, Горенський регіон, Словенія. Висота над рівнем моря: 354,3 м.